# Чемпіонат світу з біатлону 1991
27-й чемпіонат світу з біатлону пройшов у Лахті, Фінляндія, з 19 по 24 лютого 1991 року. 
До програми чемпіонату увійшли 8 змагань із окремих дисциплін: спринту, індивідуальної гонки, командних гонок та естафет у чоловіків та жінок. 

## Розклад змагань
Розклад гонок наведено нижче.
| Дата      | Гонка                                |
| --------- | ------------------------------------ |
| 19 лютого | Спринт, чоловіки, 10 км              |
| 19 лютого | Спринт, жінки, 7,5 км                |
| 21 лютого | Командна гонка, жінки, 15 км         |
| 21 лютого | Командна гонка, чоловіки, 20 км      |
| 23 лютого | Естафета, чоловіки, 4×7,5 км         |
| 23 лютого | Естафета, жінки, 3×7,5 км            |
| 24 лютого | Індивідуальна гонка, чоловіки, 20 км |
| 24 лютого | Індивідуальна гонка, жінки, 15 км    |

## Медалісти та призери

### Чоловіки
| Гонка:                        | Золото:                                                             | Час                 | Срібло:                                                           | Час             | Бронза:                                                                | Час             |
| Спринт 10 км Протокол         | Марк Кірхнер Німеччина                                              | 30:48.1 (0+0)       | Франк Люк Німеччина                                               | +24.7 (1+0)     | Ейрік Квалфосс Норвегія                                                | +39.8 (2+0)     |
| Індивідуальна, 20 км Протокол | Марк Кірхнер Німеччина                                              | 1:03:05.7 (0+1+0+1) | Олександр Попов СРСР                                              | +27.6 (0+0+1+0) | Ейрік Квалфосс Норвегія                                                | +32.6 (0+1+1+0) |
| Командна, 20 км Протокол      | Італія Хуберт Лейтгеб Готліб Ташлер Сімон Деметц Вільфрід Паллгубер | 1:00:59.8 (0+0)     | Норвегія Сверре Істад Йон-Оґе Тюльдум Івар Улеклейв Фруде Льоберг | 1:01:14.0 (0+1) | СРСР Анатолій Жданович Сергій Тарасов Сергій Чепіков Валерій Медведцев | 1:01:40.8 (0+3) |
| Естафета 4 x 7,5 км Протокол  | Німеччина Рікко Гросс Франк Люк Марк Кірхнер Фріц Фішер             | 1:33:33.5 (0+0)     | СРСР Юрій Кашкаров Олександр Попов Сергій Тарасов Сергій Чепіков  | 1:35:01.3 (0+0) | Норвегія Гейр Ейнанг Ейрік Квалфосс Йон-Оґе Тюльдум Гісле Фенне        | 1:35:08.3 (0+0) |

### Жінки
| Гонка:                        | Золото:                                                                | Час                   | Срібло:                                                                   | Час                   | Бронза:                                                                        | Час                   |
| Спринт, 7,5 км Протокол       | Грете Інгеборг Нюккельмо Норвегія                                      | 30:01.9 (0+1)         | Світлана Давидова СРСР                                                    | +30.8 (0+1)           | Олена Головіна СРСР                                                            | +33.2 (0+0)           |
| Індивідуальна, 15 км Протокол | Петра Беле Німеччина                                                   | 55:14.9 (0+0+0+0)     | Грете Інгеборг Нюккельмо Норвегія                                         | +1:58.5 (1+2+0+1)     | Іва Карагьозова Болгарія                                                       | +2:28.4 (0+0+1+0)     |
| Командна, 15 км Протокол      | СРСР Олена Бєлова Олена Головіна Світлана Парамигіна Світлана Давидова | 59:08.1 (2+0+1+1)     | Болгарія Марія Манолова Сильвана Благоєва Надія Алексієва Іва Карагьозова | 59:23.1 (0+1+1+1)     | Норвегія Сюнневе Торесен Сігне Тростен Хільдегун Міккельсплас Унні Крістіансен | 59:53.2 (1+1+0+2)     |
| Естафета 3 x 6 км Протокол    | СРСР Олена Бєлова Олена Головіна Світлала Давидова                     | 1:24:54.3 (0+2) (0+0) | Норвегія Грете Інгеборг Нюккельмо Анне Ельвебакк Елін Крістіансен         | 1:25:52.0 (0+2) (0+0) | Німеччина Уші Дізль Керстін Морінг Антьє Гарві                                 | 1:28:15.9 (0+1) (0+3) |

## Медальний залік
| Місце | Країна    |   |   |   | Всього |
| ----- | --------- | - | - | - | ------ |
| 1     | Німеччина | 4 | 1 | 1 | 6      |
| 2     | СРСР      | 2 | 3 | 2 | 7      |
| 3     | Норвегія  | 1 | 3 | 3 | 7      |
| 4     | Італія    | 1 | 0 | 0 | 1      |
| 5     | Болгарія  | 0 | 1 | 1 | 2      |